# 安伯·拉特
安伯·拉特（英語：Amber Rutter，1997年8月21日—），旧姓希尔（Hill），英国女子射击运动员，2015年欧洲运动会女子双向飞碟金牌得主、2018年英联邦运动会女子双向飞碟银牌得主、2023年欧洲运动会混合团体双向飞碟铜牌得主。